# Mistrzostwa Świata w Szermierce 1958
Mistrzostwa Świata w Szermierce 1958 – 28. edycja mistrzostw odbyła się w amerykańskim mieście Filadelfia.

## Klasyfikacja medalowa
| Lp. | Państwo         | złoto | srebro | brąz | Razem |
| --- | --------------- | ----- | ------ | ---- | ----- |
| 1   | ZSRR            | 3     | 4      | 1    | 8     |
| 2   | Włochy          | 2     | 1      | 1    | 4     |
| 3   | Węgry           | 1     | 2      | 1    | 4     |
| 4   | Francja         | 1     | -      | 3    | 4     |
| 5   | Wielka Brytania | 1     | -      | -    | 1     |
| 6   | RFN             | -     | 1      | -    | 1     |
| 7   | Polska          | -     | -      | 2    | 2     |

## Medaliści

### Mężczyźni
| Złoto | Srebro                                                                 | Brąz |
| Floret |                                                                        | |
| Giancarlo Bergamini | Ferenc Czvikovszky                                                     | Bernard Baudoux |
| Francja · Claude Bancilhon · Bernard Baudoux · Roger Closset · Christian d’Oriola · Jacques Guittet · Claude Netter         | ZSRR · Mark Midler · Jurij Rudow · Jurij Sisikin · Gierman Swiesznikow | Włochy · Giancarlo Bergamini · Mario Curletto · Edoardo Mangiarotti · Alberto Pellegrino · Antonio Spallino         |
| Szpada |                                                                        | |
| William Hoskyns | Edoardo Mangiarotti                                                    | Arnold Czernuszewicz                                                                                                |
| Włochy · Edoardo Mangiarotti · Franco Bertinetti · Giuseppe Delfino · Gianluigi Saccaro · Carlo Pavesi · Alberto Pellegrino | Węgry · Lajos Balthazár · Árpád Bárány · Tamás Gábor · István Kausz    | Francja · Daniel Dagallier · Jacques Guittet · Maurice Huet · Gérard Lefranc · Armand Mouyal · René Queyroux        |
| Szabla |                                                                        | |
| Jakow Rylski | Dawid Tyszler                                                          | Jerzy Twardokens |
| Węgry · Aladár Gerevich · Zoltán Horváth · Rudolf Kárpáti · Pál Kovács · Tamás Mendelényi                                   | ZSRR · Lew Kuzniecow · Umar Mawlichanow · Jakow Rylski · Dawid Tyszler | Polska · Jerzy Pawłowski · Wojciech Zabłocki · Zygmunt Pawlas · Andrzej Piątkowski · Emil Ochyra · Jerzy Twardokens |

### Kobiety
| Złoto | Srebro                                                                           | Brąz                                                                            |
| Floret |                                                                                  |                                                                                 |
| Walentina Rastworowa                                                                                        | Emma Jefimowa                                                                    | Ildikó Rejtő                                                                    |
| ZSRR · Galina Gorochowa · Emma Jefimowa · Walentina Rastworowa · Walentina Prudskowa · Aleksandra Zabielina | RFN · Astrid Berndt · Helmi Höhle · Ilse Keydel · Helga Volz-Mees · Heidi Schmid | Francja · Kate Delbarre · Renée Garilhe · Françoise Mailliard · Régine Veronnet |